# 大本事件
大本事件（おおもとじけん）は、新宗教「大本」の宗教活動に対して、日本の内務省が行った統制。大本弾圧事件とも呼ばれる。1921年（大正10年）に起こった第一次大本事件と、1935年（昭和10年）に起こった第二次大本事件の2つがある。特に第二次大本事件における当局の攻撃は激しく、大本は壊滅的打撃を受けた。また、宗教団体に治安維持法が適用された初の例であった。

## 概要
明治維新以降、帝国政府（大日本帝国）は宗教に対する統制を強化し、神道系新宗教（黒住教、金光教、天理教等）も教派神道として国家の公認下に入った。一方、明治時代後期に誕生した大本教（事件当時は皇道大本）は、教祖出口王仁三郎の活動により教勢を拡大し、知識人・軍人の入信、新聞社の買収、政治団体との連携や海外展開により大きな影響力を持つようになった。大本教（王仁三郎）の活動に政府・警察・司法当局は危機感を抱き、結果、二度の大本事件に発展した。1921年（大正10年）2月、当局は大本に不敬罪と新聞紙法違反を適用し、王仁三郎含め三名を起訴した（第一次大本事件）。1935年（昭和10年）12月、当局は治安維持法を適用して王仁三郎夫妻以下1000名近くを検挙（起訴61名）。大本関連の施設は破壊され、関連組織も解体された（第二次大本事件）。
一連の大本事件は国家権力による宗教団体への統制と弾圧であり、一種の国策捜査であった。同時に国家神道と新宗教の神話体系・歴史観の対立という側面も強い。わけても第二次大本事件は第一次大本事件にくらべて遥かに大規模であり、また昭和史に与えた影響も大きいが、その評価は現代でも定まっていない。大本聖師/二代教主輔出口王仁三郎についての解釈が難しいからである。二度とも王仁三郎逮捕の後に大本の建造物は破壊され、信者の中から分派（第一次事件前後では神道天行居・生長の家など。第二次事件前後では世界救世教・三五教など）が独立した。

## 第一次大本事件

### 背景

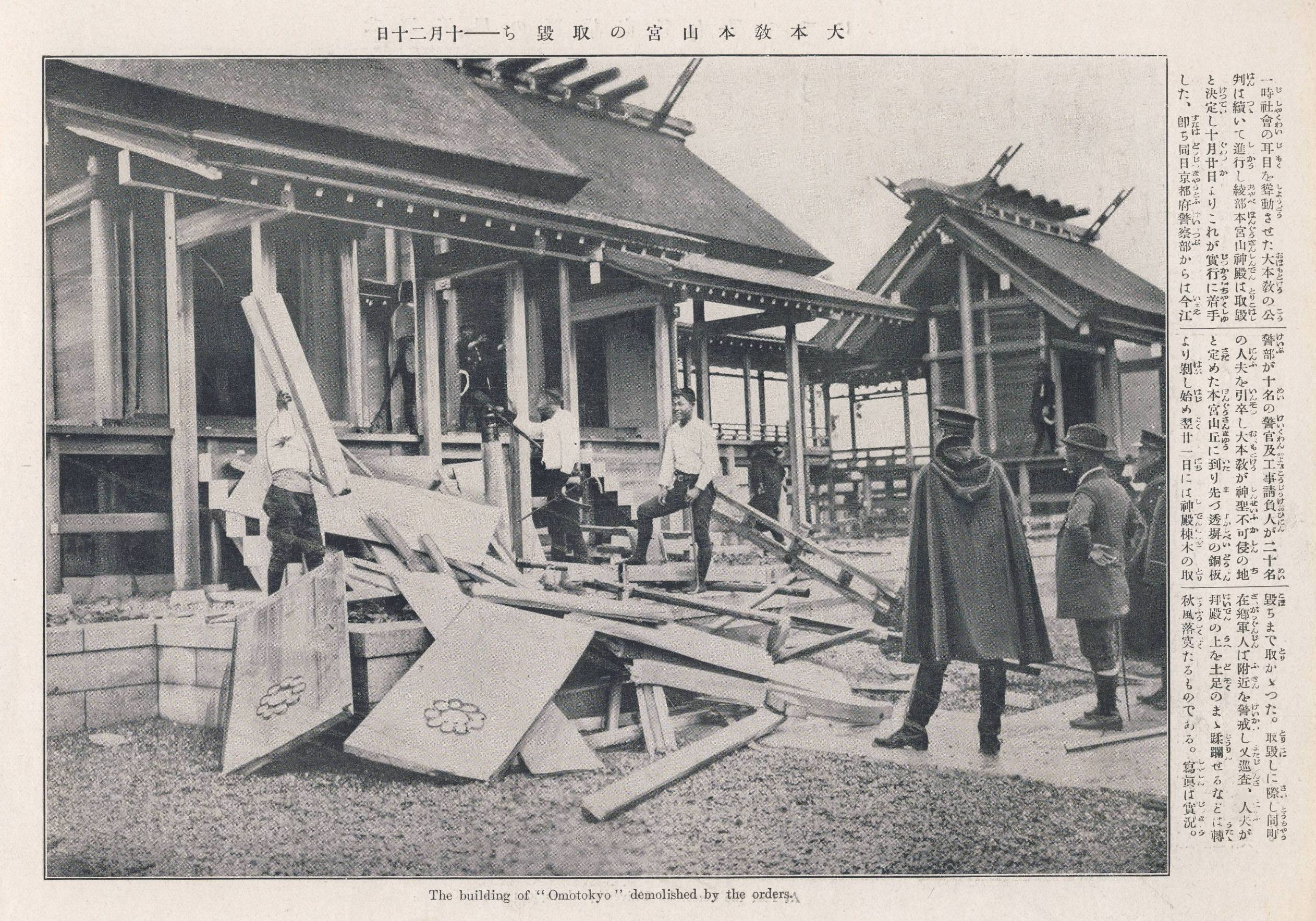
「大本教本山宮の取毀ち---十月二十日」（綾部）『寫眞通信』大正十年十月號、大正通信社（1921年10月）

明治時代後期、出口なおの神懸かりによって京都府綾部町で誕生した大本は、第一次大本事件による検挙の数年前から社会構造の変化や都市化を背景に、出口王仁三郎教主輔（なおの婿養子）を中核として教勢を拡大させていた。1919年（大正8年）11月18日には亀山城址（明智光秀の居城）を買収し、従前の綾部に並ぶ本拠地とする準備に入る。1920年（大正9年）、綾部で大規模な神殿の建造を開始した。また8月17日に大阪の有力新聞だった大正日日新聞を買収して言論活動にも進出する。一方で「大正維新」「大正十年立て替え説」を唱えた当時の有力信者・浅野和三郎や谷口雅春を中心とする一派が王仁三郎と対立、終末論を展開していた。終末論に対し王仁三郎は肯定も否定もせず、明確な裁定を避けている。第一次世界大戦、ロシア革命、米騒動といった社会的混乱の中で、大本の世直し運動は大きな反響を巻き起こした。大本の一連の活動に対し、社会体制の変革を主張し、天変地異の予言と称して一般市民（信者）を混乱させていることを批判する大手メディアも現れた。
日本政府は陸・海軍の幹部軍人が多数入信したことで、大本に警戒感を抱いた。そもそも大本は国常立尊という天照大神より上位の神を重要視しており、現人神たる天皇の宗教的権威及び統治権の根拠を脅かしかねなかったのである。内務省は1920年8月に教典『大本神諭・火の巻』を不敬と過激思想を理由に発禁処分とした。京都府警も王仁三郎を呼び出して予言をしないよう警告。9月には開祖・出口なおの奥都城を「天皇陵に似ている」と理由づけ墓地取締規則違反として罰金と改修を命じた。原敬総理大臣は同年10月9日と14日の日記で大本の布教方法と教勢について批判した。大本の急成長と影響力は、天皇制国家にとってもはや無視できない存在だったのである。

### 裁判
1921年（大正10年）1月、平沼騏一郎検事総長は大本検挙の判断を下した。2月12日、当局は不敬罪と新聞紙法違反の疑いで教団関係各所を捜索、出口王仁三郎と教団幹部を検挙した。警察官達は大本が武装していると信じて決死の覚悟であった。また武器が発見されれば内乱予備罪を適用できるため必死の捜索を行ったが何も発見できず、幸徳秋水の大逆事件を再現しようとした当局の企図は空振りに終わった。だが5月10日に記事解禁となると、メディアは事件を「国体を危うくする大本教の大陰謀」「淫祀邪教」「悪魔の如き王仁三郎」と扇情的に報道し、世論を煽った。一方、大本二代教主・出口すみ（王仁三郎の妻）は「これもみな神様のお仕組でございます。かえって大本教の真相が世間に知れるのであろうと喜んでおりますので」と大阪毎日新聞に語る。教団内部でも王仁三郎夫妻を追放しようとする動きがあったが、すみは動じなかった。王仁三郎は126日間の未決生活の後で保釈されたが、当局はなお（直）の奥都城（神道式の墓）を再び縮小改築させ、さらに墓の背後に神明造の稚姫神社が作られていたことを違法として焼却させる。続いて綾部の本宮山神殿を破壊するなどの干渉を行った。
特に本宮山神殿については、神明造のため伊勢神宮を模したものと批判され、1872年大蔵省達118号（無願の神殿建築を禁止）および1913年内務省令神社創立に関する布達第31条（地方に縁故なき神社創立を禁止）同第32条（一定形式により創立の出願を必要とする）を理由に大本側費用負担による破壊命令が下る。9月16日に審理開始、10月5日の第一審判決では、王仁三郎は不敬罪と新聞紙法違反で懲役5年、浅野は不敬罪で懲役10か月、吉田祐定（機関誌発行兼編集人）に禁固3か月・罰金150円の有罪判決が下った。審理は事実上2日間という異例の短さであり大本側は即日控訴、検察側も浅野の量刑を不服として控訴した。
10月14日、王仁三郎夫妻は教主輔・教主の地位を退き、長女出口直日が三代教主に就任、「皇道大本」も「大本」の旧称に戻った。本宮山神殿の破壊は京都大丸組が750円で落札する。教団内部で王仁三郎派、浅野派、福島派の対立が深まる中、王仁三郎は国家権力との対立を回避すべく10月18日から新教典『霊界物語』の口述筆記に着手する。10月20日、軍に護衛される中で本宮山神殿の取り壊しが始まった。
1924年（大正13年）2月、出口王仁三郎は責付出獄中に植芝盛平をはじめ日本人6人とともにモンゴル地方へ行き、盧占魁（ろせんかい・馬賊の頭領）とともに活動する。同年6月パインタラにて張作霖により危機もあったが、7月25日に帰国、11月1日に保釈された。

### 幕切れ
大阪控訴院第二審は第一審を支持、裁判は大審院まで争われたものの、「前審に重大な欠陥あり」として大審院が前判決を破棄し、控訴院へ差し戻した。再審理中の1926年（大正15年）12月25日、大正天皇が崩御し、1927年（昭和2年）5月17日に免訴となる。だが当局は大本に対する警戒を緩めず、次の機会を伺っていた。一方、王仁三郎は第一審判決直後の10月18日から大長編『霊界物語』の口述を始めている。なお（直）が残した教典『大本神諭』や教団内の派閥争いを自らの権威で克服しようとする意図と解釈する研究者もいる。また神諭は社会改革と終末思想の色彩が濃いため、当局の追及をかわすためにも教義と神話の発展と重層化を試みたという指摘もある。第一次大本事件と『霊界物語』の教義化を契機に多くの教団幹部・信者が大本を去って行き、その後浅野和三郎は心霊科学研究会を、谷口雅春は生長の家を興した。この第一次大本事件は、王仁三郎と対立する浅野達を大本から排除すると同時に、大本の名前を全国に宣伝するための方策だったという解釈もある。宗教学者・姉崎正治は大本に批判的であったが、第一次大本事件について「大本教を『取締』るのは政府の考慮に任せるとしても、政府が眞に根本的治療を望む誠意ならば、先ず自らの責任を感じ、自ら治療してかかるべきである。」「然し其と共に今の日本社会に大本教同様の気風あるを、同時に痛感する。重ねて政府当局者に云ひたい。外面から加へる厭迫迫害は無効である。社会思想の病體を取除く第一歩、又根本要義は、社会人心の窮屈を除くにある。」と論じて、政府の検閲や言論統制といった姿勢が変わらぬ限り、第二・第三の大本教が出現すると指摘した。

## 第二次大本事件

### 背景
第一次大本事件が一応の収束を見せるのと前後して、王仁三郎はエスペラントの導入・ラマ教・道院（世界紅卍字会）・バハイ教等世界各国の宗教提携など様々な活動を展開する。同時に国内における政治活動を活発化させ、昭和恐慌による不況にあえぐ国民の関心を集めた。1932年（昭和7年）11月、大本は再び「皇道大本」と復名し第一次大本事件で頓挫した「大正維新」を「昭和維新」として実行しようとしていた。王仁三郎は頭山満・内田良平ら右翼人士との交流を行い、1934年（昭和9年）7月22日に昭和神聖会を結成する。東京九段会館で行われた発会式には陸海軍将校が多数出席し、後藤文夫内務大臣、秋田清衆議院議長が祝辞を述べるなど、政治・軍事への影響力を示した。昭和神聖会の政策請願に署名した人数は800万人にのぼる。神聖会はワシントン海軍軍縮条約の早期撤廃、皇族内閣の実現、天皇機関説への激しい批判、東北地方の困窮に対する援助など、数々の愛国的主張を行っている。1935年（昭和10年）の時点で、大本は支部1990、信者100万 - 300万人（特高警察資料、大本教40万・人類愛善会25万人）、3割は大学卒業者という高学歴で、政治家・軍人を含む確固たる宗教勢力に成長している。
精神科医宮本忠雄は王仁三郎に「手を広げすぎて失敗する」というパターンがあり、「大本の体質は王仁三郎の体質から来ており、彼の人柄をそのまま肥大させたものが教団の性格」「現実から身を引き離すのが不得手な王仁三郎であってみれば、現実との接触は必然的に権力への癒着をもたらした」 と指摘する。宗教学者村上重良は、宗教的指導者たる王仁三郎が自己の主観的価値観を政治に持ち込む危険性と限界を指摘し、大日本帝国の侵略・膨張に社会的政治的役割を担ったと批判する。このような政治活動に懸念を示す者もいたが、王仁三郎は聞き入れなかった。出口直日（王仁三郎夫妻長女・三代教主）によれば、黒龍会の内田良平から度々注意されていたが、王仁三郎夫妻は淡々として聞き流していたという。その一方、もう一度弾圧が起きる事を示唆する言動も残している。機関誌『神聖』1935年（昭和10年）9月号では「余は、世間からかかる誤解を受けることが必ずしも余自身のために不利益であるとすら思って居ない。かかる誤解から轟々たる非難の声が起って、余のために騒ぎ立てる世の中をジット眺め、そのために自分がへた張るかどうかと静かにその行末を視守ることもまた面白いではないか」と述べている。第一次大本事件のような弾圧が起きることを予期していたが、政府の大本に対する危機意識・警戒感を過小評価していたという指摘もある。例えば事件後に保釈された王仁三郎は「かねてより 斯くあらんとは 知りながら 斯くも早しとは 思はざりけり」と詠っている。
昭和神聖会発足当時、大日本帝国は満州事変が勃発して国際連盟から脱退、国内ではゴーストップ事件で軍部と内務省が対立、十月事件や五・一五事件が発生してクーデターや暗殺騒ぎが起きるなど、不安定な状況下にあった。日本政府は、軍部の革新派や右翼団体と協力してクーデターを起こす危険性を考慮し、昭和神聖会の資金源を断つべく大本の壊滅を意図した。1934年（昭和9年）10月、内務省警保局長唐沢俊樹は相川勝六内務省警保局保安課長と杭迫軍二愛知県警特別高等警察課長を招き、杭迫を京都府警特高課長に任命して検挙を前提とした大本の調査を命じている。

### 逮捕と取調

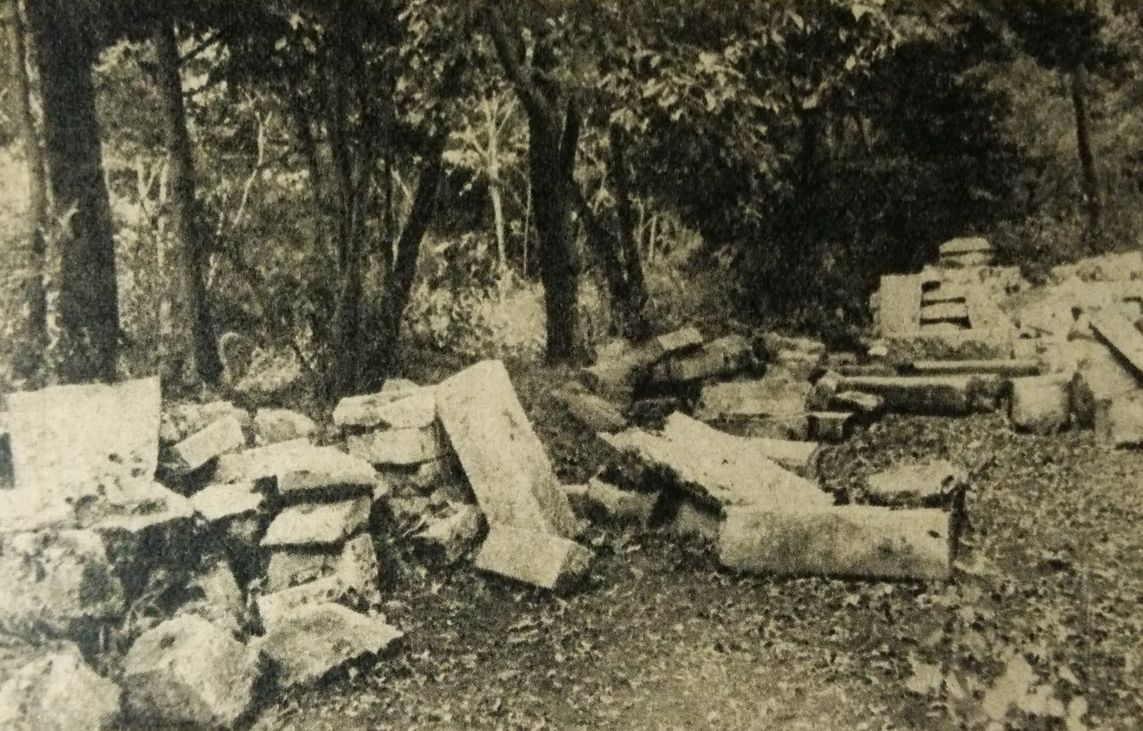
第二次大本事件の跡 『アサヒグラフ』 1952年12月24日号、朝日新聞社

1935年（昭和10年）12月8日、警官隊500人が綾部と亀岡の聖地を急襲した。前回と同じく当局は大本側が武装していると信じており、警官達は決死の覚悟であった。急襲前に警官達は、赤穂事件さながらに「水盃」まで交わしている。しかし、大本の施設をいざ急襲してみると、竹槍一本見つからず、幹部も信徒も全員が全くの無抵抗であった。王仁三郎は巡教先の松江市で検挙された。罪名は不敬罪並びに治安維持法違反。6日間の捜索で5万点の証拠品を押収した。取り締まりは地方の支部や関連機関にも及び、検束や出頭を命令された信徒は3000人に及ぶという。最終的に987人が検挙され、318人が検事局送致、61人が起訴された。特別高等警察の激しい拷問で起訴61人中、岩田鳴球ら16人が死亡している。松山巖の著書『うわさの遠近法』には、20名の信者が獄死あるいは発狂したと伝えられる、とある。
異端審問とも比喩される。王仁三郎の後継者と目された娘婿・出口日出麿は拷問により精神的異常をていし、王仁三郎は「日出麿は竹刀で打たれ断末魔の悲鳴あげ居るを聞く辛さかな」と辛い心境を詠った。こうした厳しい取調べにもかかわらず転向者は少なく、王仁三郎・すみ夫妻のカリスマと人間性が信者達の抵抗を支えたと見られる。唐沢は京都府会議事堂で全国特高課長を集め「大本教は地上から抹殺する方針である」「わが国教と絶対相容れず、許すべからざる邪教」と宣言したが、翌日二・二六事件が勃発して現地視察も祝宴も取りやめとなった。後に同事件で逮捕・処刑された北一輝は大本と軍部の関係について訊問され、「大本教は邪霊の大活動」と述べて関連性を否定した。北は相沢事件で死亡した永田鉄山陸軍少将（統制派）と大本教の間に関連があると供述したが、歴史家松本健一は「北の答えは皇道派と大本教との関係を切るための弁明」と解釈している。当局側は革新軍部と右翼勢力が大本事件に関係する可能性はなくなったと判断し、さらなる強硬手段を準備した。
第二次大本事件では第一次大本事件を遥かに凌駕する徹底した弾圧が行われた。『霊界物語』などの諸著は安寧秩序紊乱との理由づけで発売頒布禁止処分となった。当局もマスコミを利用、メディアも事件をセンセーショナルに書きたてた。彼らは第一次大本事件と同様に大本と王仁三郎を妖教・怪物として非難。検挙されなかった信者達も「反逆者」「非国民」というレッテルを貼られて精神的にも経済的にも追い詰められた。厳しい境遇の中で信者達は隠れキリシタン同然の信仰を守り続けたという。
当局は裁判前の時点で教団施設の全破壊を急いだ。1936年（昭和11年）2月25日、「大本教ノ教義宣布衆庶参拝ノタメニ使用スル建物徹却ニ関スル件」で邪教撲滅の意思を確認する。3月13日、林頼三郎司法大臣は不敬罪と治安維持法の嫌疑で起訴決定、潮恵之輔内務大臣は大本解散命令を決定した。唐沢は「大本邪教の徹底的掃蕩を期する為め当局は今後あらゆる手段を尽くす積もりであります」と各府県警察部の特高課長に通達した。同日、内務省警保局長から警視総監と各庁府県長官に対し、警保局保発甲第14号「大本教ノ神社ニ紛ラハシキ奉斎施設ノ撤去其他ニ関スル件」が出され、全国の教団施設・建物・碑石類の撤去が決定する。当局は事前に綾部・亀岡の町議会に要請し、合計5万坪・時価80万円の土地を6000円（坪12銭。当時の煙草朝日12銭、敷島15銭）で王仁三郎・すみ夫妻から強制的に買収した。なお、2月の時点ですみ(澄)は逮捕されていなかったが、土地・財産の強制譲渡を巡って拘束され、その後逮捕された。作業は清水組が9万204円で請け負ったとされる。破壊は5月11日から開始され、 1872年（明治5年）の大蔵省通達118号違反（1936年2月8日内務省警保局発甲第7号 無頼寺院仏堂創立禁制ノ件違反とも）を理由に亀岡の聖地をダイナマイトで跡形も無く破壊。綾部・亀岡では、1ヶ月間延べ6785人を捜査に従事させ、9934人が破壊作業に従事、64点・240余棟の建造物を破却（個人財産を含む）、費用約3万円を大本側に請求した。また王仁三郎一家の個人資産、教団の備品、土地といった財産も安価で競売にかけて処分。石碑や信者の墓石に至るまで、大本の称号を削り落としている。海外の拠点でも幹部の検挙や施設破却が行われた。開祖・出口なおの墓に至っては柩を共同墓地に移し「衆人に頭を踏まさねば成仏できぬ大罪人、極悪人なり」として、腹部付近に墓標を立てている。日本政府は、もはや人間の礼節すら配慮する余裕を失っていたと指摘される。作家の坂口安吾は廃墟となった亀岡本部を訪れ、惨状を紀行文『日本文化私観』として残した。

### 裁判と敗戦
裁判は1938年（昭和13年）8月10日に京都地方裁判所で開廷して以来、清瀬一郎、高山義三、小山昇、林逸郎を始め多くの弁護士による弁護団が形成され、激しい法廷闘争が行われた。検察は、大本は国体を転覆し世界覆滅を計る陰謀結社、王仁三郎は皇統を否定し世界の独裁者とならんとした「弓削道鏡以来の逆族」と主張する。1940年（昭和15年）2月29日の第一審判決において、庄司直治裁判長は検察側の主張を認めて被告55人に有罪（起訴61人中死亡5人、心神喪失公判停止1人）、内訳は王仁三郎に無期懲役、他は2 - 15年の懲役を言い渡した。控訴審は同年10月16日に始まり、1942年（昭和17年）まで続いた。高野綱雄裁判長は王仁三郎よりもすみの答弁に感心している。また精神障害に陥った出口日出麿の検事調書・予審判事調書が整然としていたため作為が疑われ、大本側は公文書偽造で判事を告発（不起訴）、裁判所も調査のため警官や検事を証人として召喚するなど、裁判全体に大きな影響を与えた。
1942年（昭和17年）7月31日、高野綱雄裁判長は判決文の中で「大本は宇宙観・神観・人生観等理路整然たる教義を持つ宗教である」として、治安維持法関係全員無罪の判決を言い渡した（不敬罪のみ有罪が残る）。検察の調書の信頼性が低いことも判決文で指摘された。本判決を下した高野について、土井一夫（陪席判事）は「高野裁判長はいい裁判長でした。公平だし、名利にとらわれなかった」と回想した。高野の下で長く書記をつとめた豊田真三は「高野さんは立派な方でした。あんな方は一寸ないでしょう。あれだけ世間でやかましかった事件を無罪にしたのには、勇気がいります」とも述懐している。また田村千代一（陪席判事）は「予審調書を読んだとき、どの調書もまったく同じことで、これはおかしいと思った」とまずはじめに疑問をいだいたといい、判決については、「昭和3年3月3日に国体変革を目的とする結社を組織したということが非常に無理で、結局それで大本が無罪になった。無罪の判決としてはくわしすぎるかもしれないが、あれほど力を入れて起訴した事件で、無期懲役まで言渡しているのを無罪にするのであり、昭和17年といえば大東亜戦争の始まった後だから、あれだけの理由を書いておかないと世間が納得してくれないから……」と回顧した。
第二審で有罪とされた不敬事件については、『霊界物語』や「瑞祥新聞」に掲載せられた神諭の一節と、『霊界物語』や『昭和十年日記』に掲載された王仁三郎の歌六首が、皇室にたいする不敬と判定されたものである。和歌は"日の光昔も今も変らねど東の空にかかる黒雲"“言さやぐ君が御代こそ忌々しけれ山河海の神もなげきて"という内容であった。

### 判決の反響
そのころ全国の新聞は一県一紙に統合され、掲載記事への検閲も強化されていた。第二審の判決は、検挙を報道した『大阪毎日新聞』において三段見出しの31行、『大阪朝日新聞』は二段見出しの38行、『東京日日新聞』は一段見出しの19行という記事量であった。記事の見出しは「元大本教祖王仁に懲役五年―不敬事実に対し判決」・「大本教の判決―不敬罪で処断」というもので、治安維持法違反事件の無罪については積極的に報道しなかった。逆に『国民新聞』は「検事局が……被告等の行為は治安維持法に抵触するものであるとなす主張こそは、正しくわれ等日本国民たるものの通念と感情とに合致するものである……国体擁護に不覇の決意を示した検事上告に満腔の敬意を表さずには居られない」（昭和17・8・6「散兵壕」）と論評している。
8月7日、米軍はガダルカナル島とフロリダ諸島（ツラギ島）に上陸、ガダルカナル島の戦いが始まった。同日、王仁三郎・澄夫妻、出口宇知麿の3人は保釈され、京都府亀岡の長女・出口直日宅に戻った。王仁三郎の拘留期間は2435日だった。澄の場合、京都五条警察署に1936年（昭和11年）3月14日から拘束され、同年7月2日京都府中央区刑務支所に移送、そこから大阪北区刑務支所をへて1942年（昭和17年）8月7日まで拘束されていた。
その後、大本の9人は不敬罪有罪を、検察は治安維持法無罪について上告したため、裁判は大審院まで持ち込まれた。ところが東京大空襲で関係記録の多くが焼失、加えて太平洋戦争の敗北により日本はアメリカ軍の占領下におかれた。1945年（昭和20年）9月8日に検察・被告双方の控訴を棄却して原審確定、大審院検事局の平野利は「十年の星霜を経たる複雑怪奇の難件も一応落着したりと雖も旧大本教の一党の動静は再起を懸念するものもあり」と棄却2日後に回顧している。杭迫軍二（捜査責任者）も回顧録で「事件の発端は、純然たる法治国の要請に基づいたもの」として大本の異質さと、その行動が宗教神話を元にした大規模反体制運動であったことを指摘し、「いずれの国家を問わず、現実にみずからの行く手に立ちふさがるこの種の危険に対しては、何等かの対応の措置は必須」と事件の正当性を主張している。10月17日、敗戦による大赦令で不敬罪は解消となった。1947年（昭和22年）10月、刑法が改正され、不敬罪は消滅した。綾部・亀岡の両町に接収された土地返還民事訴訟は戦争中から大本有利に進んでいたが、判決が延期されているうちに敗戦となり、10月 - 11月にかけて返還された。

### 賠償請求はせず
無罪確定後、大本の弁護団は「政府に対して賠償請求するべきである」と王仁三郎に進言した。しかし王仁三郎は「国民の血税に負うことは忍びない」とし、賠償を請求しなかった。

## 評価

### 事件の影響
第二次大本事件は共産主義運動を壊滅させる目的をもって施行された治安維持法を宗教団体に適用した最初の案件であった。この後、他の新宗教やキリスト教系団体・一部の仏教団体も弾圧され、日本政府は宗教の全面的統制の方針を明確にした。こうして当局は信教の自由を国民から奪い、強引な手法によって戦時体制へと国民の意識を集中させていったという見方がある。一方、社会的影響力を強めた宗教団体が政治活動・反権力運動を行うことに対する体制側・権力側の恐怖という視点も必要と思われる。大本と王仁三郎は昭和神聖会によって軍部への影響力を格段に強めており、軍部と対立する内務省が弾圧を主導したという側面もある。
二度の弾圧に共通する要因は、当時の当局が実質上の信教の自由を許さなかったことに加え、大本の教義そのものにある。大本は新宗教の中でも社会改革への指向が強く、時に大日本帝国の滅亡さえ予言し、それが権力者の不安を呼んだ。1930年初頭の王仁三郎は陸軍急進派将校や右翼団体と接近しており、当局は異端的な大宗教と極右が結びついたことによるクーデターを警戒している。
さらに、神話の問題があった。明治維新後、政府が天皇崇拝・国家の統制で生まれる一つのパワーに頼って列強諸国への参入を目指す中、大本は国常立尊という日本神話において天照大神（天皇）より上位に立つ神を重要視、加えて国体の基礎をなす古事記・日本書紀を大本教典大本神諭・霊界物語と同格に置いており、宗教的な意味においても国家神道との衝突は必然であったと言える。
なお（直）が唱え王仁三郎が体系化した大本の神話は国家神道にとって異端そのものであり、天皇と国体の権威を覆しかねなかったのである。松本健一は「天皇制国家が大本を忌諱したのは、じつは大本がこのように天皇制国家の神話とイデオロギーを"読み換え"、結果として革命論を創り出したことにあるのだ。」と論じた。
秦郁彦は大本事件について、皇道派系の軍人と関係の深かった大本を打倒することで、統制派との連携を狙った内務省特高警察の策謀ではなかったか、と推測している。

### 異説
出口王仁三郎には有栖川宮熾仁親王の落胤という根強い噂があった。1940年12月11日の第二審において、落胤問題で話が鶴殿親子（醍醐忠順次女。昭憲皇太后の姪）に及ぶと高野裁判長は不敬罪に関わる重大な問題にもかかわらず話題を変えた。鶴殿は1917年（大正6年）に大本を訪問すると即日入信して熱心な信者になり、王仁三郎が有栖川親王に似ていることを周囲に語っていた。大本事件は大正天皇の皇位継承権に関わる問題だったという異説もある。第二次大本事件で、大本弁護団は落胤事件を提起し警察・検察を不敬罪で告訴することを検討したが、獄中の王仁三郎が暗殺されることを憂慮して取止めている。